# The EPs
The EPs è la prima raccolta del gruppo musicale italiano Lacuna Coil, pubblicata nel 2005 dalla Century Media Records.

## Il disco
Contiene le rimasterizzazioni dei due EP Lacuna Coil (1998) e Halflife (2000), i quali vengono inoltre presentati con una nuova copertina.